# Heinrich Hoffmann (Generalmajor, 1878)
Heinrich Hoffmann (* 31. Oktober 1878 in Kulmbach; † 16. April 1969 ebenda) war ein deutscher Generalmajor im Zweiten Weltkrieg.

## Leben

### Bayerische Armee
Hoffmann trat am 21. Juli 1898 in das 7. Infanterie-Regiment „Prinz Leopold“ der Bayerischen Armee ein und wurde am 14. Oktober 1898 zum Fahnenjunker-Unteroffizier ernannt. Er diente bei diesem Regiment bis zum 2. August 1914 und wurde dort am 6. Februar 1899 zum Fähnrich befördert. Vom 1. März 1899 bis zum 31. Januar 1900 war er zur Ausbildung an der Kriegsschule München und am 7. März 1900 erfolgte seine Beförderung zum Leutnant. Danach diente er in seinem Stammregiment, wo er vom 1. Juni 1907 bis zum 1. Oktober 1912 Bataillonsadjutant war und am 25. Juni 1910 zum Oberleutnant befördert wurde.

### Erster Weltkrieg
Bei Kriegsausbruch wurde er Kompaniechef im 7. Infanterie-Regiment.  Am 20. Oktober 1914 wurde er bei gleichzeitiger Beförderung zum Hauptmann Bataillonskommandeur im gleichen Regiment. Bis zum September 1916 diente er dann in gleicher Funktion in den Infanterie-Regimentern 19, 14 und 21 an der Westfront in Frankreich. Es folgten zwei Jahre, von September 1916 bis Oktober 1918, als Adjutant bei der 6. Armee und schließlich, als letzte Dienststellung im Ersten Weltkrieg, als Bataillonskommandeur im 2. Infanterie-Regiment „Kronprinz“. Diese Stellung hatte er bis Dezember 1918 inne. Neben beiden Klassen des Eisernen Kreuzes, dem Militärverdienstorden IV. Klasse mit Schwertern war Hoffmann mit den Hanseatenkreuzen von Hamburg und Lübeck ausgezeichnet worden.

### Zwischenkriegsjahre
Hoffmann wurde in die Reichswehr übernommen. Von Dezember 1918 bis 30. September 1919 war er Kompaniechef im 7. Bayerischen Infanterie-Regiment, dann bis 1. Oktober 1920 im 46. Infanterie-Regiment und schließlich bis zum 30. November 1921 im 21. (Bayerisches) Infanterie-Regiment. In dieser Stellung erfolgte seine Beförderung zum Major. Es folgten drei Verwendungen in Stabsstellen: 14 Monate beim III. Bataillon des 21. Infanterie-Regiments, ab 1. Februar 1923 bei der Kommandantur des Truppenübungsplatzes Grafenwöhr, und ab 1. April 1925 beim III. Bataillon des 20. (Bayerisches) Infanterie-Regiments. Am 1. Januar 1926 wurde Hoffmann zum Kommandeur des Ausbildungs-Bataillons des 19. (Bayerisches) Infanterie-Regiments ernannt und am 1. März 1927 zum Oberstleutnant befördert.  Am 1. April 1929 wurde er Kommandant des Truppenübungsplatzes Grafenwöhr.  Am 1. April 1930 wurde er zum Oberst befördert, und am 31. Oktober 1930 ging er in Pension.
Als das NS-Regime am 1. Oktober 1933 zum Zwecke der eventuellen schnellen Aufstockung der Reichswehr das getarnte Landesschutzoffizierkorps bildete, trat Hoffmann als E-Offizier mit dem Dienstgrad Oberst als Grenzschutzkommandeur in Marktredwitz in dieses ein. Vom 1. Oktober 1934 bis zum 30. April 1939 diente er als Ausbildungsleiter in Marktredwitz und wurde dann mit dem Charakter eines Generalmajors pensioniert.

### Zweiter Weltkrieg
Mit der Mobilmachung vor dem Beginn des deutschen Überfalls auf Polen wurde er am 26. August 1939 reaktiviert und zum Kommandeur des an diesem Tage geschaffenen Infanterie-Ersatz-Regiments 231 ernannt. Am 10. Januar 1940 wurde Hoffmann Kommandeur der Feldkommandantur 684 und nach Beendigung des Westfeldzugs zuerst nach Rotterdam, später nach Charleville-Mézières versetzt. Am 1. Dezember 1940 wurde er Generalmajor z.V. Vom 17. Juli 1941 bis zum 31. Mai 1942 gehörte er der Führerreserve des Oberkommandos des Heeres an, und am 30. April 1943 wurde er endgültig verabschiedet.